# Bertogne
Bertogne (valonă Biertogne) este o comună francofonă din regiunea Valonia din Belgia. Comuna este formată din localitățile Bertogne, Flamierge, Longchamps, Bethomont, Compogne, Gives, Givroulle, Givry, Roumont, Salle, Troismont, Tronle, Wigny, Champs, Fays, Flamisoul, Mande-Saint-Étienne, Monaville, Rolley, Rouette și Withimont. Suprafața totală a comunei este de 91,67 km². La 1 ianuarie 2008 comuna avea o populație totală de 3.048 locuitori. 